# Conus skinneri
Conus skinneri é uma espécie de gastrópode do gênero Conus, pertencente à família Conidae.